# Thymus bovei
Thymus bovei — вид рослин родини глухокропивові (Lamiaceae), поширений у Єгипті, Палестині, Ізраїлі.

## Поширення
Поширення: Єгипет, Синай, Палестина, Ізраїль.